# Daddy's Home
Daddy's Home (bra: Pai em Dose Dupla; prt: Pai Há Só Um!) é um filme estadunidense de 2015, do gênero comédia, dirigido por Sean Anders e escrito por Brian Burns, Anders e John Morris. O filme é estrelado por Will Ferrell, Mark Wahlberg e Linda Cardellini. Sucesso de bilheteria, teve uma continuação no ano seguinte.

## Elenco
- Will Ferrell como Brad Whitaker
- Mark Wahlberg como Dusty Mayron
- Linda Cardellini como Sara Whitaker
- Hannibal Buress como Griff
- Paul Scheer como DJ "The Whip
- Bobby Cannavale como Dr. Emilio Francisco
- Thomas Haden Church como Leo
- Billy Slaughter como Lula Molusco
- Jamie Denbo como Doris
- Bill Burr como Jerry
- Mark L. Young como higienista dental
- John Cena como Roger
- Alessandra Ambrosio como Karen
- Chris Henchy como Jason Sinclair / Panda DJ
- Scarlett Estevez como Megan Mayron
- Owen Wilder Vaccaro como Dylan Mayron

## Produção
Em 5 de novembro de 2014, foi confirmado que Will Ferrell e Mark Wahlberg iria desempenhar os papéis principais no filme. Em 12 de novembro, Linda Cardellini se juntou ao elenco do filme, para jogar a esposa do personagem de Ferrell. em 18 de novembro, Hannibal Buress juntou o filme para jogar um faz-tudo sarcástico que acredita que o padrasto é um racista. em 28 de janeiro de 2015, Paul Scheer foi adicionado ao elenco do filme, jogando The Whip, um louco DJ.

### Filmagens
A fotografia principal começou em 17 de novembro em 2014, em New Orleans , Louisiana. Em 24 de novembro e 25, as filmagens ocorreram em Edward Hynes Charter School. Em 12 de janeiro de 2015, os atores foram vistos a filmar em a área de Lakeview. em 21 de janeiro de 2015, a cena foi filmada durante uma Nova Orleans Pelicanos e Los Angeles Lakers jogo onde Ferrell quebrou uma cheerleader (interpretado por stuntwoman / wrestler Taryn Terrell ) no rosto com uma bola de basquete. As filmagens estava marcado para embrulhar em 03 de fevereiro de 2015, mas durou até 6 de fevereiro.

## Lançamento
O filme teve sua pré-estreia em Londres em 9 de dezembro de 2015, foi lançado nos Estados Unidos em 25 de dezembro de 2015, no Brasil em 21 de janeiro de 2016, e em Portugal, em 17 de março de 2016.